# Віра і краса
«Віра та краса» (нім. Glaube und Schönheit) — у нацистській Німеччині організаційний підрозділ Союзу німецьких дівчат, який у свою чергу входив до складу гітлер'югенда. Організація «Віра і краса» була складовою системи виховання при націонал-соціалізмі. У сфері уваги цієї організації перебували дівчата віком від 18 до 21 року. Дівчата цієї вікової групи вже не були членами Союзу німецьких дівчат, але ще не могли вступити до Націонал-соціалістичної жіночої організації, тому держава та НСДАП за допомогою «Віри та краси» прагнули утримати їх у руслі суспільного життя.

## Організація
«Віра і краса» була створена у 1938 р. за наказом лідера імперської молоді Бальдура фон Шираха з узгодженням з керівництвом Союзу німецьких дівчат. Як і організації — «Союз німецьких дівчат» і «Гітлер'югенд» — «Віра і краса» мала сувору ієрархічну структуру, її керівництво здійснювалося за «принципом фюрера». Законом встановлювалося добровільне членство в цій організації, проте на практиці всі німецькі дівчата, що випускаються з лав Союзу, автоматично вступали в лави «Віри і краси». Вихід з організації давав привід підозрювати дівчину та її батьків (повноліття наступало на повний 21 рік) в опозиційних поглядах. Тиск на дівчат Німеччини ще більше посилився з набуттям чинності 4 вересня 1939 року Закону про імперську трудову повинность.
Діяльність «Віри та краси» відповідала політичним цілям організації. Вона проводилася у гуртках, що функціонували один раз на тиждень у неробочий час. Спортивні, танцювальні заняття або курси догляду за тілом були покликані зміцнювати здоров'я молодих жінок як майбутніх матерів нового покоління Німеччини. Гуртки, що розповсюджували знання в галузі охорони здоров'я, служби зв'язку або протиповітряної оборони, готували молодих жінок до того, щоб у разі війни замінити на виробництві чоловіків, що пішли на фронт.
Організацію «Віра і краса» було заборонено та ліквідовано після війни законом № 2 Контрольної ради, а її майно конфісковано.